# Lijst van voetbalinterlands Australië - Engeland
Deze lijst van voetbalinterlands is een overzicht van alle officiële voetbalwedstrijden tussen de nationale teams van Australië en Engeland. De landen speelden tot op heden acht keer tegen elkaar. De eerste ontmoeting, een vriendschappelijke wedstrijd, werd gespeeld in Sydney op 31 mei 1980. Het laatste duel, eveneens een vriendschappelijke wedstrijd, vond plaats op 13 oktober 2023 in Londen.

## Wedstrijden
| № | Plaats     | Datum            | Competitie        | Wedstrijd            | Uitslag |
| - | ---------- | ---------------- | ----------------- | -------------------- | ------- |
| 1 | Sydney     | 31 mei 1980      | Vriendschappelijk | Australië – Engeland | 1 – 2   |
| 2 | Sydney     | 12 juni 1983     | Vriendschappelijk | Australië – Engeland | 0 – 0   |
| 3 | Brisbane   | 15 juni 1983     | Vriendschappelijk | Australië – Engeland | 0 – 1   |
| 4 | Melbourne  | 19 juni 1983     | Vriendschappelijk | Australië – Engeland | 1 – 1   |
| 5 | Sydney     | 1 juni 1991      | Vriendschappelijk | Australië – Engeland | 0 – 1   |
| 6 | Londen     | 12 februari 2003 | Vriendschappelijk | Engeland – Australië | 1 – 3   |
| 7 | Sunderland | 27 mei 2016      | Vriendschappelijk | Engeland – Australië | 2 – 1   |
| 8 | Londen     | 13 oktober 2023  | Vriendschappelijk | Engeland − Australië | 1 − 0   |

## Samenvatting
| Competitie        | Totaal gespeeld | Winst Australië | Gelijk | Winst Engeland | Doelsaldo Australië – Engeland |
| ----------------- | --------------- | --------------- | ------ | -------------- | ------------------------------ |
| Vriendschappelijk | 8               | 1               | 2      | 5              | 6 − 9                          |
| Totaal            | 8               | 1               | 2      | 5              | 6 − 9                          |

Wedstrijden bepaald door strafschoppen worden, in lijn met de FIFA, als een gelijkspel gerekend.

## Details

### Eerste ontmoeting
| Vriendschappelijk (Sydney, Australië, 31 mei 1980): |       |                                   |
| Australië | 1 – 2 | Engeland                          |
| Gary Cole 88' (pen.) | goals | 10' Glenn Hoddle 25' Paul Mariner |
| - Engeland speelt met vijf debutanten: Russell Osman, Terry Butcher (beiden Ipswich Town), Alan Sunderland (Arsenal), Peter Ward (Brighton & Hove Albion) en David Armstrong (Middlesbrough). |       |                                   |

### Tweede ontmoeting
| Vriendschappelijk (Sydney, Australië, 12 juni 1983): |       |          |
| Australië | 0 – 0 | Engeland |
| | goals |          |
| - Engeland speelt met vijf debutanten: Danny Thomas (Coventry City), Mark Barham (Norwich City), Steve Williams (Southampton), Paul Walsh (Luton Town) en John Gregory (Queen's Park Rangers). |       |          |

### Derde ontmoeting
| Vriendschappelijk (Brisbane, Australië, 15 juni 1983): |       |                |
| Australië                                              | 0 – 1 | Engeland       |
|                                                        | goals | 59' Paul Walsh |

### Vierde ontmoeting
| Vriendschappelijk (Melbourne, Australië, 18 juni 1983):                               |       |                    |
| Australië                                                                             | 1 – 1 | Engeland           |
| Phil Neal 27' (e.d.)                                                                  | goals | 25' Trevor Francis |
| - Debuut van Nigel Spink (Aston Villa) en Nigel Pickering (Sunderland) voor Engeland. |       |                    |

### Vijfde ontmoeting
| Vriendschappelijk (Sydney, Australië, 1 juni 1991):                                                                                           |              | |
| Australië | 0 – 1        | Engeland |
| | goals        | 40' (e.d.) Ian Gray |
| Eddie Thomson | bondscoach   | Graham Taylor |
| Robert Zabica Ian Gray Mehmet Durakovic Ned Zelic Alex Tobin Tony Vidmar Paul Wade Mike Petersen Aurelio Vidmar Graham Arnold Ernie Tapai 72' | opstellingen | Chris Woods Paul Parker Stuart Pearce David Batty Des Walker Mark Wright David Platt Geoff Thomas Nigel Clough 61' Gary Lineker 46' David Hirst |
| Greg Brown 72' | wissels      | 46' John Salako 61' Dennis Wise |
| - Debuut van David Hirst (Sheffield Wednesday) en John Salako (Crystal Palace) voor Engeland.                                                 |              | |

### Zesde ontmoeting
| Vriendschappelijk (Londen, Verenigd Koninkrijk, 12 februari 2003): |       |                                                     |
| Engeland                                                           | 1 – 3 | Australië                                           |
| Francis Jeffers 69'                                                | goals | 17' Tony Popovic 42' Harry Kewell 84' Brett Emerton |

### Zevende ontmoeting
| Vriendschappelijk (Sunderland, Verenigd Koninkrijk, 27 mei 2016): |              | |
| Engeland | 2 – 1        | Australië |
| Marcus Rashford 3' Wayne Rooney 55' | goals        | 75' (e.d.) Eric Dier |
| Roy Hodgson | bondscoach   | Ange Postecoglou |
| Fraser Forster 87' Ryan Bertrand John Stones Chris Smalling 74' Nathaniel Clyne Danny Drinkwater Jack Wilshere 46' Raheem Sterling 76' Adam Lallana 46' Jordan Henderson Marcus Rashford 63' | opstellingen | Mathew Ryan Bailey Wright Brad Smith 73' Joshua Risdon Mark Milligan 74' Tom Rogić 83' Aaron Mooy 57' Massimo Luongo 83' Robbie Kruse Mile Jedinak 57' Jamie Maclaren |
| James Milner 46' Wayne Rooney 46' Ross Barkley 63' Eric Dier 74' Andros Townsend 76' Tom Heaton 87'                                                                                          | wissels      | 57' Chris Ikonomidis 57' Matt McKay 73' Miloš Degenek 74' Tomi Jurić 83' Craig Goodwin 83' Jackson Irvine                                                             |
| | gele kaarten | 38' Aaron Mooy |
| - Debuut van Tom Heaton (Burnley) en Marcus Rashford (Manchester United) voor Engeland. |              | |